# Britten-Norman Defender
El Britten-Norman Defender es un avión utilitario bimotor con características STOL, fabricado en los años 1970 y a principios de los años 1980 por el constructor británico Britten-Norman. Es una versión militarizada del Britten-Norman Islander, desarrollada para realizar tareas como transporte, evacuaciones de heridos, contrainsurgencia, patrulla y reconocimiento aéreo.

## Variantes
Defender
Versión de transporte utilitario.
Maritime Defender
Versión de patrulla marítima.
Defender 4000
Versión para vigilancia urbana, contra terrorismo y vigilancia marítima.

### Desarrollos relacionados
- Britten-Norman Islander

### Aeronaves similares
skylander